# Eupithecia retusa
Eupithecia retusa là một loài bướm đêm trong họ Geometridae.